# Eva Turner
Eva Turner, née le 10 mars 1892 à Oldham près de Manchester et morte le 16 juin 1990, est une chanteuse  d’opéra anglaise.

## Biographie
À seize ans, Eva Turner est admise à la  Royal Academy of Music de Londres. Ses études terminées, elle intègre la compagnie Carl Rosa comme soprano dramatique. En 1924, engagée par Toscanini, elle chante à la Scala les rôles wagnériens de Freia et Sieglinde. Elle se produit beaucoup en Italie, et interprète alors ce qui va devenir son rôle fétiche, Turandot, d'abord à Brescia en 1926, puis à la Scala en 1929. Par la suite, elle chante dans le monde entier les grands rôles de soprano dramatique, qu'elle marque par sa voix d'une intensité extrême.
Elle se retire en 1948 et se consacre à l’enseignement jusqu’en 1966.
Elle est honorée du titre de Dame de l'Ordre de l'Empire britannique en 1962. Eva Turner meurt en 1990 à 98 ans, des suites d'une fracture du col du fémur.

## Sources
- Dieux et Divas de l’Opéra de Roger Blanchard et Roland de Candé - Plon  1986